# 史游
史游（?—?），漢元帝時的宦官。
任黃門令，官秩六百石，掌管衙中眾宦官。精字學，工書法。約在公元前40年隸書草寫成《急就章》一篇，曰：“師猛虎，石敢當，所不侵，龍未央”。後人稱其書體為章草。《四庫全書總目提要》說：“所謂章書者，正因游作是書，以所變草法之，後人以其出於急就篇，遂名章草者。”張懷瓘在《書斷》卷上中說：「案章草者，漢黃門令史游所作也。」，書中王愔云：「漢元帝時，史游作《急就章》，解散隸體，粗書之。漢俗簡隋，漸以行之。」可知史游所著《急就章》無論是書文內容或章草字法，都對後世產生了一定的影嚮，特別是章草更是今草字體的發展雛形。